# Aeon Sportscars

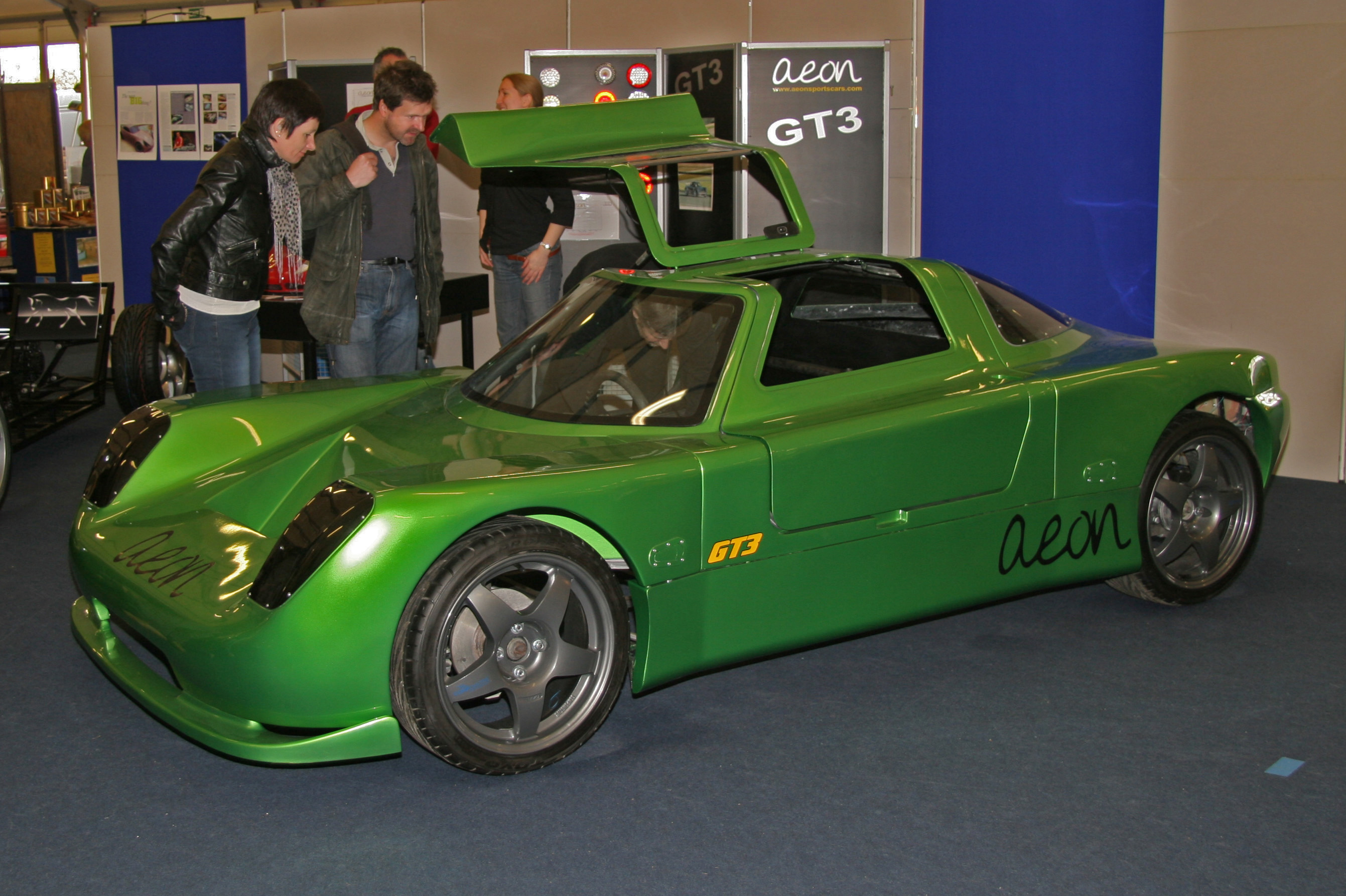
Aeon GT 3 Coupé

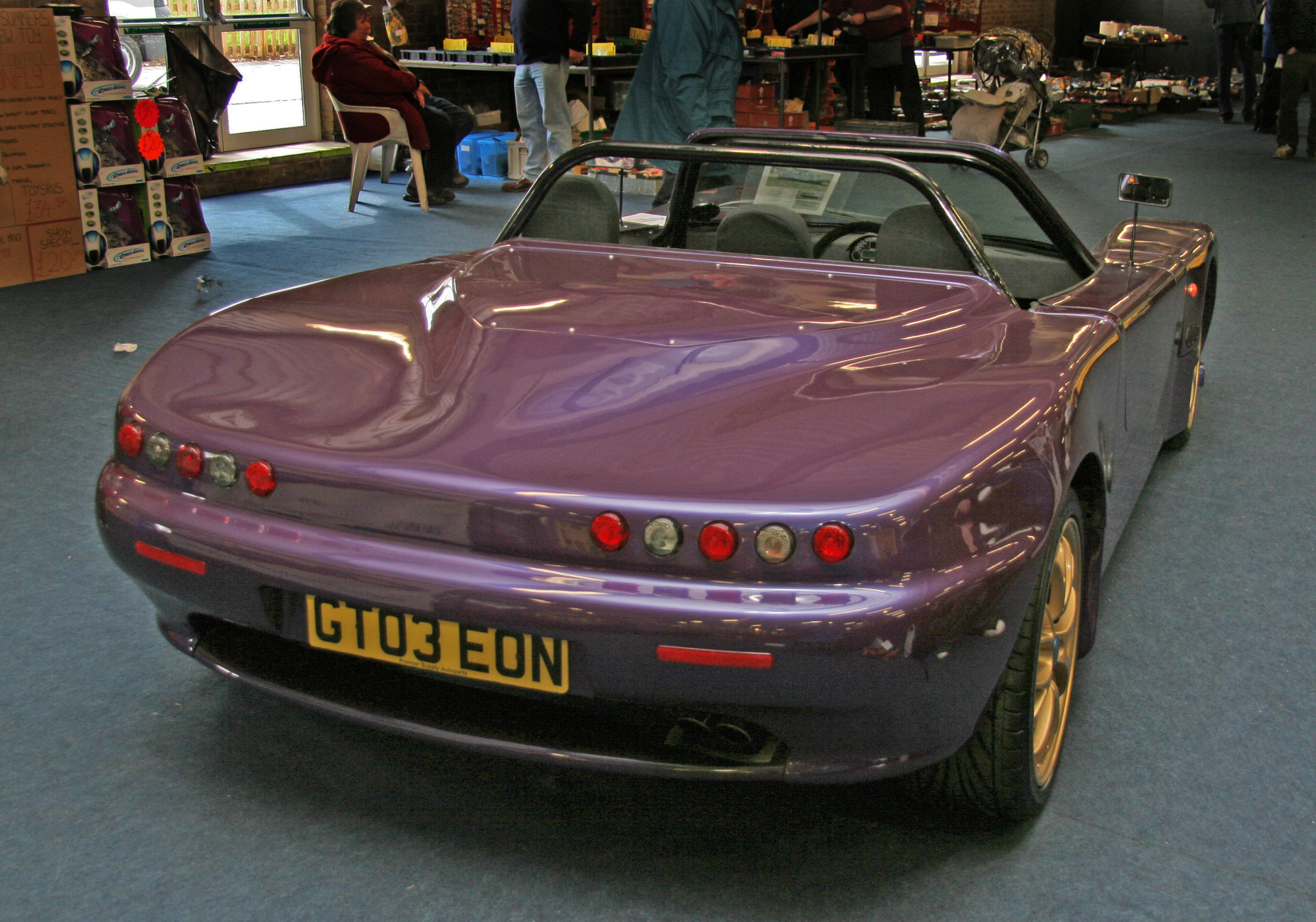
Aeron GT 3 Spyder

Aeon Sportscars Limited ist ein britischer Hersteller von Automobilen.

## Unternehmensgeschichte
Das Unternehmen wurde am 3. November 2000 in Marden in der Grafschaft Kent gegründet. Keith Wood und John Timothy Hewat wurden am 1. Juli 2001 Direktoren. Sie begannen 2003 mit der Produktion von Automobilen und Kits. Der Markenname lautet Aeon. Seit dem 31. März 2007 ist Susan Heather Wood die zweite Direktorin. Hewat verließ gleichzeitig das Unternehmen und gründete Blaze Motorsport. Exceed Autocraft aus Doncaster unter Leitung von Matthew Flett war von 2011 bis 2021 Lizenznehmer. Insgesamt entstanden bisher etwa 17 Exemplare.

## Fahrzeuge
Das erste Modell war 2003 das GT 3 Coupé. Besonderheiten des Coupés sind die Dreisitzigkeit, wobei der Fahrer in der Mitte sitzt, sowie die Flügeltüren. Der Motor stammt üblicherweise von Ford. Das seit 2011 angebotene GT 2 Coupé hat konventionell zwei Sitze nebeneinander. Die Coupés fanden bisher etwa zwölf Käufer.
Der GT 3 Spyder erschien 2004. Dies ist die offene Version des Coupés. Üblicherweise treibt ein Vierzylindermotor von Volkswagen mit 1800 cm³ Hubraum und Turbolader die Fahrzeuge an. Anfangs ebenfalls dreisitzig, gibt es seit 2011 zusätzlich den GT 2 Spyder bzw. GT 2 Aero mit zwei Sitzen nebeneinander. Vom Spyder entstanden bisher etwa fünf Exemplare.
Der Epona war ein Entwurf von Garry Gooderham. Aeon Sportscars präsentierte 2009 auf einer Messe ein Modell, brachte es aber nicht in die Serienproduktion. Seit 2011 versucht es Exceed Autocraft. Dieser leichte Sportwagen mit Frontmotor und Hinterradantrieb ist als Coupé und Roadster geplant.